# OICETS
OICETS (acrônimo de Optical Inter-orbit Communications Engineering Test Satellite), rebatizado após o lançamento para Kirari, foi um satélite artificial japonês lançado em 23 de agosto de 2005 por meio de um foguete Dnepr a partir do Cosmódromo de Baikonur.

## Características
O OICETS foi um satélite de comunicações experimental lançado para testar a comunicação óptica, através de laser, entre satélites em órbita, separados milhares de quilômetros entre eles. Para isso levava a bordo o instrumento LUCE (Laser-Utilizing Communications Equipment), que consiste em um pequeno telescópio com cerca de 25 cm de diâmetro, que funcionava como transmissor e receptor para estabelecer contato com o satélite de comunicações experimental europeu Artemis, a mais de 30.000 km de distância. O OICETS estudou o efeito das vibrações sobre o apontamento do laser, que tinha que ter uma precisão de milésimos de grau.
O OICETS saiu de serviço em 24 de setembro de 2009, muito depois do ano inicialmente previsto de vida para o satélite.